# Bienandanzas e fortunas
Las Bienandanzas e fortunas (Istoria de las bienandanças e fortunas), del señor banderizo oñacino Lope García de Salazar, es una obra de 25 tomos en la que se mezclan historia, leyenda y tradiciones. Cubre desde la creación del mundo hasta mediados del siglo XV.
Fue escrita a finales del siglo XV por García de Salazar estando preso en su casa-torre de San Martín de Muñatones.

## La obra
Tal como lo describe en el prólogo, la obra trata de los siguientes temas históricos y legendarios:
- Empieza por la creación del mundo, el diluvio, la torre de Babel, Babilonia, Abraham, el pueblo de Israel, Troya, Hércules, Alejandro Magno, Cartago y Roma;
- Sigue con el Ducado de Milán, los reinos de Francia, Bretaña, Flandes y Borgoña, el Delfinado y con los reyes y notables de los mismos. También de Venecia, Inglaterra, Escocia, Irlanda, la ciudad de Londres y la visita que le hicieron José de Arimatea y su hijo, del rey Arturo de Inglaterra y del rey Carlos de Francia. Sigue con lo que llama de eregía del falso Maomad y de la secta de los moros alárabes y de los turcos. También de Godofredo de Bullón y de las cruzadas;
- Sobre temas españoles (fechos d'España), empieza contando como fue poblada, de la llegada de Hércules, de las guerras de cartagineses y romanos, de Amílcar, Aníbal y los Escipiones, de la defensa de los españoles contra los forasteros;
  - Continúa con los godos, la invasión musulmana, los inicios de los reinos cristianos y el reino de León;
  - Sigue con la formación de Castilla, de la unión de Castilla y León hasta Enrique IV de Castilla y del Cid Campeador;
  - Continúa con los reyes de Navarra, desde Íñigo Arista hasta don Juan, los de Portugal, de como Vizcaya fue poblada de Vizcaya y de sus señores, de los linajes antiguos de Castilla, Labort, Gascuña, Guipúzcoa, Vizcaya, las Encartaciones, Álava y Oviedo y sus montañas;
  - Y finalmente trata de las guerras de bandos desde Gascuña hasta las Asturias de Oviedo y de las hermandades de Galicia.